# Verónica Chen
Verónica Chen (Buenos Aires, 1969) és una directora de cinema i guionista argentina. Va créixer a Texas. És graduada al Centro de Experimentacion y Réalización Cinematográfica.

## Filmografia
Directora
- Los inocentes (1994) (curtmetratge)
- Qué felicidad (1994) (curtmetratge)
- Soldado (1995) (curtmetratge)
- Ariel Lavalle (1995) (curtmetratge)
- Calor humano (1996) (curtmetratge)
- 2015 (1996) (curtmetratge)
- Ezeiza (1997) (curtmetratge)
- Vagón fumador (2001)
- Overblinded (2003)
- Aguas argentinas (2003)
- Agua (2006)
- Viaje sentimental (2010)
- Mujer conejo (2013)
- Rosita (2019)
- Marea alta (2020)

Guionista
- Ezeiza (1997) (curtmetratge)
- Vagón fumador (2001)
- Agua (2006)
- El frasco (2008) (Col·laboració en el guió)
- Viaje sentimental (2010)
- Mujer conejo (2013)
- Rosita (2019)
- Marea alta (2020)

Editor
- Un crisantemo estalla en cinco esquinas (1998)
- Paseador de almas (curtmetratge 2009)
- Esperando el Mesías (2000)
- Vagón fumador (2001)
- Viaje sentimental (2010)

Productora
- Vagón fumador (2001)
- Agua (2006)
- Mujer conejo (2013)
- Rosita (2019)

## Televisió
Directora i guionista
- Ensayo (serie 2003)
- Fronteras argentinas: Por la razón o la fuerza (pel·lícula 2007)

## Nominacions i premis
Festival de Cinema de Miami 2020
- Marea alta nominada al Premi a la Millor pel·lícula en la competició HBO de cinema iberoamericà
- Verónica Chen nominada al Premi Knight Marimbas

LIII Festival Internacional de Cinema Fantàstic de Catalunya
- Marea alta guanyadora del Premi Blood Window al Millor Llargometratge iberoamericà
- Marea alta nominada al Premi Noves Visions a la Miññor pel·lícula

Festival de Cine,a Splat! 2020
- Marea alta nominada al Premi del Públic a la Millor pel·lícula
- Verónica Chen nominada al Premi Final Girl

Festival de Cinema de Sundance 2020
- Marea alta nominada al Gran Premi del Jurat de Cinema universal per pel·lícules dramètiques.